# Silidiscodon lavagaensis
Silidiscodon lavagaensis es una especie de coleóptero de la familia Cantharidae.

## Distribución geográfica
Habita en República Dominicana.